# 117563 Hollyoscarson
117563 Hollyoscarson è un asteroide della fascia principale. Scoperto nel 2005, presenta un'orbita caratterizzata da un semiasse maggiore pari a 2,451072 UA e da un'eccentricità di 0,125830, inclinata di 3,666018° rispetto all'eclittica.